# Ukas 43
Der Ukas 43 (russ. ука́з ‚Erlass‘) war die einzige während des Zweiten Weltkrieges im Rahmen des eigenen Rechts erlassene unionsweite Strafvorschrift für Kriegs- und Völkerrechtsverbrechen in der Sowjetunion.

## Entstehung
Durch Dekret vom 2. November 1942 war die Außerordentliche Staatliche Kommission für die Feststellung und Untersuchung der Verbrechen der deutschen faschistischen Eindringlinge ins Leben gerufen worden. Am 19. April 1943 erließ das Präsidium des Obersten Sowjets den geheimen Ukas 43, der anordnete, dass deutsche, italienische, rumänische, ungarische und finnische Verbrecher, die der Mordtaten und Misshandlungen an der Zivilbevölkerung und an gefangenen Rotarmisten überführt worden sind, sowie Spione und Vaterlandsverräter unter den Sowjetbürgern mit der Todesstrafe durch Erhängen zu bestrafen sind. Für zivile Helfershelfer aus der einheimischen Bevölkerung waren Verbannung und Zwangsarbeit von 15 bis 20 Jahren vorgesehen. Damit war schon vor der Moskauer Erklärung der Alliierten in der Sowjetunion die Verfolgung von Kriegsverbrechern und Kollaborateuren in einer unionsweiten Rechtsvorschrift geregelt worden.

## Intention und Anwendung
Nach Ansicht Stalins sahen die  existierenden Gesetze für „Bluttaten gegen die friedliche Bevölkerung und gefangene Rotarmisten“ zu niedrige Strafen vor. Gedacht war der Ukas zunächst als stalinistische Antwort auf Kollaboration mit dem Feind im Großen Vaterländischer Krieg. Erstmals wurde der Ukas beim Kriegsverbrecherprozess von Krasnodar 1943 angewandt und entwickelte sich auch zum wichtigsten Instrument der Bestrafung deutscher Kriegs- und Besatzungsverbrechen. Von den mindestens 81.780  Verhandlungen nach dem Ukas richteten sich nur 25.209 gegen Ausländer.